# Joc mortal (pel·lícula de 1994)
Joc mortal (títol original en anglès Brainscan) és una pel·lícula de terror estatunidenca, dirigida per John Flynn, estrenada el 1994 i doblada al català.

## Argument
Michael, és un adolescent de 16 anys, enganxat als videojocs. Un dia, rep el joc Brainscan, que promet "una experiència inèdita en matèria d'espant", el seu gènere de jocs preferit. Però una vegada instal·lat el joc, Trickster, es materialitza. Des d'aquest instant Michael ja no pot distingir la realitat de la ficció...

## Repartiment
- Edward Furlong: Michael
- Frank Langella: Detectiu Hayden
- T.Ryder Smith: The Trickster
- Amy Hargreaves: Kimberly
- James Marsh: Kyle